# Dia Mundial de l'Oceà

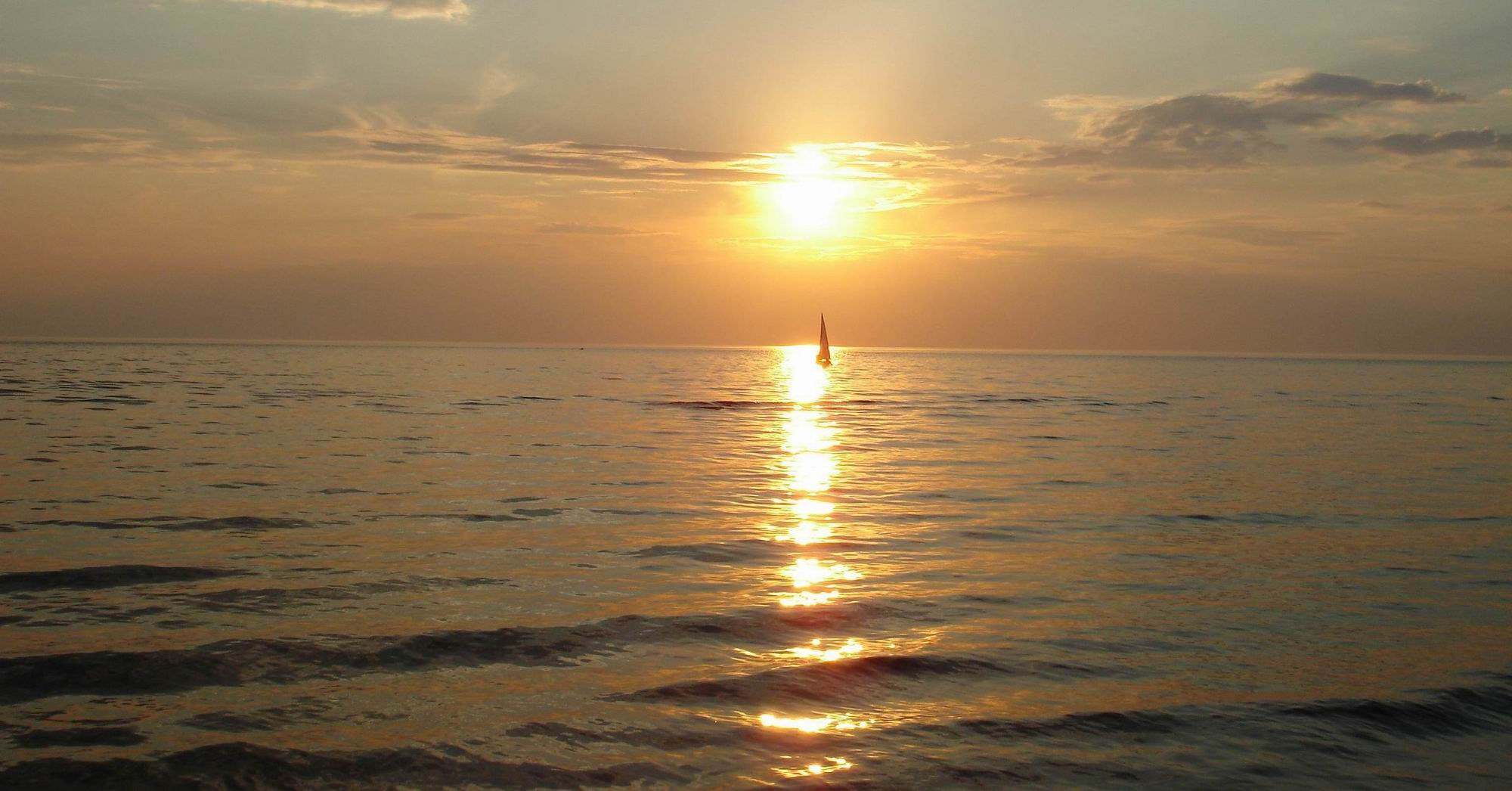
Una posta de sol al Mar Blanc

El Dia Mundial de l'Oceà (World Oceans Day en anglès) s'ha celebrat de manera no oficial cada 8 de juny des de la proposta que va fer el Canadà l'any 1992 a la Cimera de la Terra (Earth Summit) de Rio de Janeiro (Brasil). Finalment, va estar oficialment reconegut per les Nacions Unides l'any 2008. Des d'aleshores la celebració d'aquest dia ha estat coordinada internacionalment per The Ocean Project i el World Ocean Network amb un gran èxit de participació cada any.

## Intenció
El Dia Mundial dels Oceans és una oportunitat anual d'honorar els oceans de la Terra i els productes marins. També es presta atenció al comerç internacional, la contaminació global i el sobreconsum de peix que ha afectat, a la baixa, la majoria de les seves espècies.

## Temes
De The Ocean Project:
- 2011/2: La joventut: la pròxima onada pel canvi
- 2010: Oceans de vida / Escull el teu preferit * Protegeix el teu preferit
- 2009: Un Clima, Un Oceà, Un Futur

De l'ONU:
| Año  | Tema                                                                    |
| ---- | ----------------------------------------------------------------------- |
| 2017 | «Els nostres oceans, el nostre futur»                                   |
| 2016 | «Uns oceans sans, un planeta sa (2)»                                    |
| 2015 | «Uns oceans sans, un planeta sa (1)»                                    |
| 2014 | «Assegurem-no entre tots que els oceans poden mantenir-nos en el futur» |
| 2013 | «Junts tenim el poder de protegir l'oceà»                               |
| 2012 | «La joventut: la pròxima onada per al canvi»                            |
| 2011 | «Els nostres oceans: que reverdeixen el nostre futur»                   |
| 2010 | «Els nostres oceans: oportunitats i reptes»                             |
| 2009 | « Els nostres oceans, la nostra responsabilitat»                        |